# TyC Sports
TyC Sports é um canal de televisão de esportes argentino pertencentes à empresa Torneos y Competencias, com programação baseada integralmente em relação ao desporto, principalmente, o futebol em Buenos Aires. É a emissora esportiva líder de audiência na Argentina.

## História
Em 3 de setembro de 1994 foi ao ar a primeira transmissão do TyC Sports, tornando-se, nesse momento,o primeiro e único canal argentino dedicado exclusivamente aos esportes 24 horas.
A existência de um mercado atraente para canais a cabo, juntamente com a necessidade de um sinal exclusivo destinado à transmissão de eventos esportivos em geral e o futebol em particular, levou em 1991 ao Grupo Clarín especificar uma associação com a Torneios e Competições em resposta a uma demanda por programação esportiva.
A partir desta união veio Tele Red Imagem SA (TRISA), dedicada desde a sua criação para o mercado de eventos esportivos de primeira classe. Esta empresa adquiriu direitos para a transmissão de diversos eventos esportivos nacionais e internacionais, e, após notar a demanada por um canal esclusivamente esportivo, decidiu criar a TyC Sports, o primeiro canal de esportes no país.

## Programação
A programação da TyC Sports é baseada, além de transmissões ao vivo de eventos esportivos, em programas de produção própria, que abrangem diferentes modalidades do esporte em boletins, revistas e programas especializados. Entre os jornalistas destaque para Gonzalo Bonadeo, Alejandro Fabbri, Ariel Rodriguez, Horacio Pagani, entre outros.
Tyc Sports também dispõe de especialistas em cada um dos esportes: Osvaldo Principi (Boxe), Eduardo González Rouco (automobilismo), David Carlin (Basquetebol), Lay's Milagros González (hóquei em campo), Joseph Montesano (vôlei), Juan Martin Rinaldi e Paulo Monti (Handebol), Jorge Crescitelli (desportos radicais e de Inverno) e Norberto Garcia (esportes).
Regularmente, o canal oferece cobertura ao vivo do torneio de futebol argentino - especialmente a Primera B Metropolitana - basquete, vôlei, boxe, desportos motorizados, ténis, atletismo e natação, além de uma ampla cobertura e transmissão eventos internacionais, especialmente aqueles onde há representantes da Argentina.

## Eventos
Alguns dos eventos mais importantes que tenha transmitido o canal são:
- Jogos Pan-Americanos em Mar del Plata 1995
- Jogos Olímpicos de Atlanta 1996
- Copa América Bolívia 1997
- Copa do Mundo França 1998
- Copa América Paraguai 1999
- Jogos Pan-americanos Winnipeg 1999
- Jogos Olímpicos Sydney 2000
- Copa do Mundo Coreia-Japão 2002
- Pan-Americano de Santo Domingo Games 2003
- Copa América no Peru 2004
- Jogos Olímpicos de Atenas 2004
- Copa do Mundo Alemanha 2006
- Copa América Venezuela 2007
- Jogos Pan-Americanos no Rio de Janeiro 2007
- Jogos Olímpicos Pequim 2008
- Copa do Mundo Africa do Sul 2010
- Sul-americano Sub-20 do Peru 2011
- Mundial Handebol Suécia 2011
- Jogos pan-americanos de guadalajara 2011
- Todas as edições da Copa Davis desde 1995